# 난쟁이날여우박쥐
난쟁이날여우박쥐(Pteropus woodfordi)는 큰박쥐과에 속하는 박쥐의 일종이다. 왕박쥐속에 포함되며, 솔로몬 제도의 토착종이다. 삼림벌채로 위협을 받고 있으며, 노령림에서 둥지가 손상을 받는다고 간주되고 있다.